# 山本俊嗣
山本 俊嗣（やまもと としつぐ、1964年9月29日 - ）は、日本の元ラグビー選手。現役時代の体格は、身長182cm、体重85kg。

## プロフィール
- 福岡県出身。
- ポジションはフルバック
- 日本代表キャップは3。

## 略歴
志摩町立引津小学校時代は暇さえあれば校庭にあったラグビーポストを使ってキックの練習を行い、後に役立つキックの技術を身に着けた。小学5年の時に引津リトルラガーズでラグビーを始め、中学ではラグビー部がなかったためバスケットボール部に入部しながらラグビースクールで楕円球を追った。福岡県立糸島高等学校に進学してスタンドオフとして活躍する。福岡県大会上位進出の常連であったが、花園出場はならなかった。福岡大学時代は、ライバル校の福岡工業大学の同学年に沖土居稔という才能豊かな選手がおり、苦しめられた。4年生になって全国大学選手権出場を果たしたのは、そのエースが日本代表に招集されてチームを不在にしている時に勝ち、九州の大学リーグを制したからであった（この年の大学選手権では1回戦で敗退も、21-33と明治大学と競った）。
目立つ活躍とは無縁であったが「九州協会関係者の推薦もあって」4年生の頃から夏の日本代表候補合宿に沖土居と共に呼ばれた。サントリーに入社したのは、当時チームの監督を務め、日本A代表の指導などをしていた山本巌監督に誘ってもらったからであった。先に入社が決まっていたライバルの沖土居が口を聞いてくれたのが縁になった。社会人になってからはフルバックに専念し、1988年の秋には初キャップ、1989年のスコットランド戦では28-24で歴史的な勝利を収めた。スコットランド戦に関しては概して「キックオフでボールの心にキックが当たらなかったが、相手の反則からペナルティーゴールを狙った」と自身のプレイについて後年の記事で振り返っている。

## プレースタイル
足は遅いと自認していたが、相手キックに対するフィールディングとタックルには定評があった。パワーのあるキックも高い評価を得ていた。とりわけキックに関してはスコットランド戦の記事で太ももの太さを指摘されるなど光るものがあり、これについて本人は「キックは好きで、小さなころからよく蹴っていたので」と言った。同じくスコットランド戦期待されていたディフェンス面で結果を残せたのは、サントリー入社後から積み重ねたフルバックのポジション練習があったからであったと明かしている。